# Hans von Fabeck

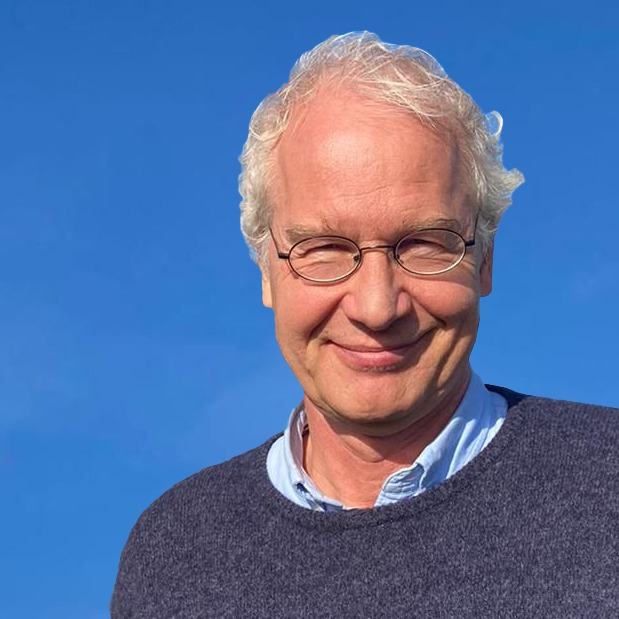
Hans von Fabeck (2022)

Hans von Fabeck (* 21. Juni 1961 in Hannover) ist ein deutscher Philosoph und Autor.

## Leben
Hans von Fabeck studierte Philosophie, Germanistik und Romanistik sowie Soziologie und Biologie an den Universitäten Bielefeld und Bochum. 1991 wurde er an der Ruhr-Universität Bochum im Fach Philosophie promoviert. Seit 1992 unterrichtet er als wissenschaftlicher Angestellter am Oberstufen-Kolleg des Landes Nordrhein-Westfalen an der Universität Bielefeld. Er ist verheiratet und hat eine Tochter.

## Veröffentlichungen

### Monographien
- An den Grenzen der Phänomenologie. Eros und Sexualität im Werk Maurice Merleau-Pontys. Wilhelm Fink Verlag, München 1994, ISBN 3-7705-2938-3.
- Neue Wege in die Philosophie. Erfahrungsorientierte Einführungen in Teilgebiete der Philosophie. AMBOS-Verlag, Bielefeld 1996, ISBN 3-921912-43-1.
- Jenseits der Geschichte. Zur Dialektik des Posthistoire. Wilhelm Fink Verlag, München 2007, ISBN 978-3-7705-4444-8.
- Vom Sinn zum Spiel. Ein Leitfaden in die Postmoderne. Passagen Verlag, Wien 2015, ISBN 978-3-7092-0165-7.

### Beiträge in Sammelwerken
- Schach. Zur Strukturierung eines Spiel-Raumes. In: B. Niemeyer, D. Schütze (Hrsg.): Philosophie der Endlichkeit. Festschrift für Erich Christian Schröder zum 65. Geburtstag. Königshausen & Neumann, Würzburg 1992, ISBN 3-88479-458-2.
- Ursprung und Zukunft des wilden Denkens. Claude Lévi-Strauss und Maurice Merleau-Ponty. In: M. Kauppert, D. Funke (Hrsg.): Wirkungen des wilden Denkens. Zur strukturalen Anthropologie von Claude Lévi-Strauss. Suhrkamp Verlag, Frankfurt 2008, ISBN 978-3-518-29492-5.

### Beiträge in Zeitschriften
- Buchbesprechung zu: M. Großheim, Ludwig Klages und die Phänomenologie. In: Philosophische Rundschau. 42. Jahrgang, Heft 1, 1995.
- Was schuldet der Staat seinen Bürgern? Geldpolitik aus philosophischer Sicht. In: Telepolis. 26. Dezember 2012. (heise.de)
- Corona! Was die Politik der Krise über die Krise der Politik verrät. In: Telepolis. 21. Januar 2021. (heise.de)